# Грумбиненти
Грумбиненти (біл. вёска Грумбінэнты) — село в складі Мядельського району Мінської області, Білорусь. Село підпорядковане Свірській сільській раді, розташоване в північній частині області.